# Rangiri Dambulla International Stadium
Das Rangiri Dambulla International Stadium ist ein Cricketstadion in Dambulla, Sri Lanka. Es wurde im Jahr 2000 eingeweiht und hat heute eine Kapazität von 16.800 Zuschauern.

## Geschichte
Das Stadion wurde auf Initiative des damaligen Präsidenten des sri-lankischen Cricket-Verbandes Thilanga Sumathipala vom Verband in Auftrag gegeben. Ziel war es, ein Stadion in einer trockenen Gegend zu haben, um im gesamten Jahr Cricketspiele durchführen zu können. Auch sollte damit das Spiel im ganzen Land gestärkt werden. Erbaut in der Nähe des UNESCO-Welterbes Dambulla-Höhlentempel am Reservoir Ibbankatuwa Wewa wurde es im Jahr 2000 innerhalb von 167 Tagen (nach anderen Quellen 155 Tagen) als 30.000 Zuschauer fassendes Stadion erbaut. Nachdem es im März 2001 bei der Tour gegen England eingeweiht wurde, wurde das Stadion kurz darauf auf Grund von Zahlungsstreitigkeiten von dem Bauunternehmen abgeriegelt und konnte für über ein Jahr nicht genutzt werden. Hintergrund war, dass das Stadion anstatt der geplanten ca. 1,5 Millionen US-Dollar in etwa 5 Millionen gekostet hatte und der Attorney General Sri Lanka einer Bezahlung der Rechnung nicht ohne weitere Untersuchungen zustimmen wollte. Auch gab es Streitigkeiten um die Pacht für das Land, auf dem das Stadion erbaut wurde, da das Land den Tempel-Behörden gehört und das zuständige Ministerium bei der Planung nicht miteinbezogen wurde. Im Jahr 2003 wurden Flutlichter installiert. Im Jahr 2007 versuchte der Verband, den Grund des Stadions von den Tempel-Behörden zu erwerben, was jedoch nicht gelang. Die Flutlichtanlage kam im Jahr 2010 in die Kritik, da sie eine zu niedrige Intensität aufwies und wurde danach verbessert. In den kommenden Jahren fanden zunächst keine Spiele statt, da die Tempel-Behörden den Verkauf von Alkohol und Tabak untersagten. Als im Jahr 2013 wieder Spiele stattfinden sollten, war die Flutlichtanlage weiterhin nicht mit den Regeln des Weltverbandes vereinbar und so fanden zunächst nur Tagesspiele statt. Eine Aufwertung der Flutlichtanlage erfolgte dann im Jahr 2016, womit dann wieder Tag-/Nacht-Spiele möglich waren. Heute ist das Stadion neben dem Mahinda Rajapaksa International Stadium in Hambantota das einzige sri-lankische Stadion, das sich in der Trockenzone befindet und so anders als beispielsweise Colombo oder Kandy über das ganze Jahr genutzt werden kann.

## Infrastruktur
Heute verfügt das Stadion über eine Kapazität von 16.800 Plätzen. Es ist mit einer Flutlichtanlage ausgestattet. Die Ends des Wickets heißen Press Box End und Scoreboard End.

## Internationales Cricket
Das erste One-Day International fand in dem Stadion im März 2001 zwischen England und Sri Lanka statt. Im Sommer 2004 wurden in dem Stadion Spiele des Asia Cup 2004 ausgetragen, im Jahr 2008 folgten Spiele des Women’s Asia Cup 2008. Der Asia Cup 2010 wurde sogar komplett in dem Stadion ausgetragen. Das bisher einzige Twenty20 sollte zwischen Hongkong und Nepal im November 2014 ausgetragen werden, musste jedoch abgesagt werden. Das Stadion gilt als Bowler-freundlich und bietet in den Morgenstunden gute Bedingungen für Fast-Bowler und am Nachmittag Vorteile für Spin-Bowler.